# Clathromangelia coffea
Clathromangelia coffea é uma espécie de gastrópode do gênero Clathromangelia, pertencente à família Raphitomidae.